# Neoitamus planiceps
Neoitamus planiceps är en tvåvingeart som först beskrevs av Ignaz Rudolph Schiner 1868.  Neoitamus planiceps ingår i släktet Neoitamus och familjen rovflugor. Inga underarter finns listade i Catalogue of Life.